# ان‌جی‌سی ۲۰۶
ان‌جی‌سی ۲۰۶ (انگلیسی: NGC 206) یک خوشه ستاره‌ای درخشان در کهکشان آندرومدا و درخشان‌ترین ابر ستاره‌ای در صورت فلکی آندرومدا است که از زمین دیده می‌شود.